# 愛知県道348号西中山越戸停車場線
愛知県道348号西中山越戸停車場線（あいちけんどう348ごう にしなかやまこしどていしゃじょうせん）は、愛知県豊田市の西中山町から越戸停車場に至る一般県道である。

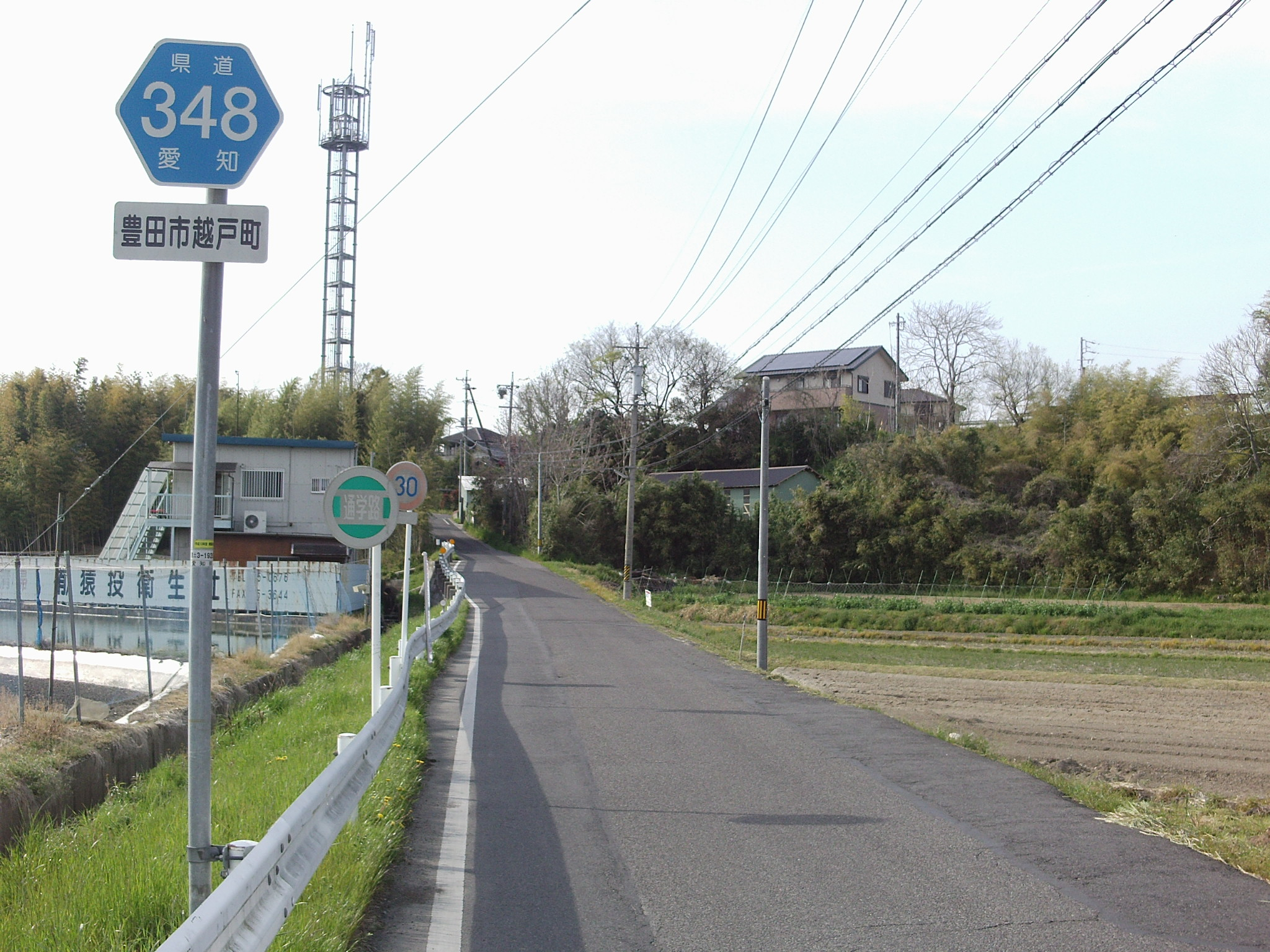
越戸停車場側。駅周辺には地上駅時代の迂回ルート部分がいまだに県道指定されており、高架化したことがよく分かる。

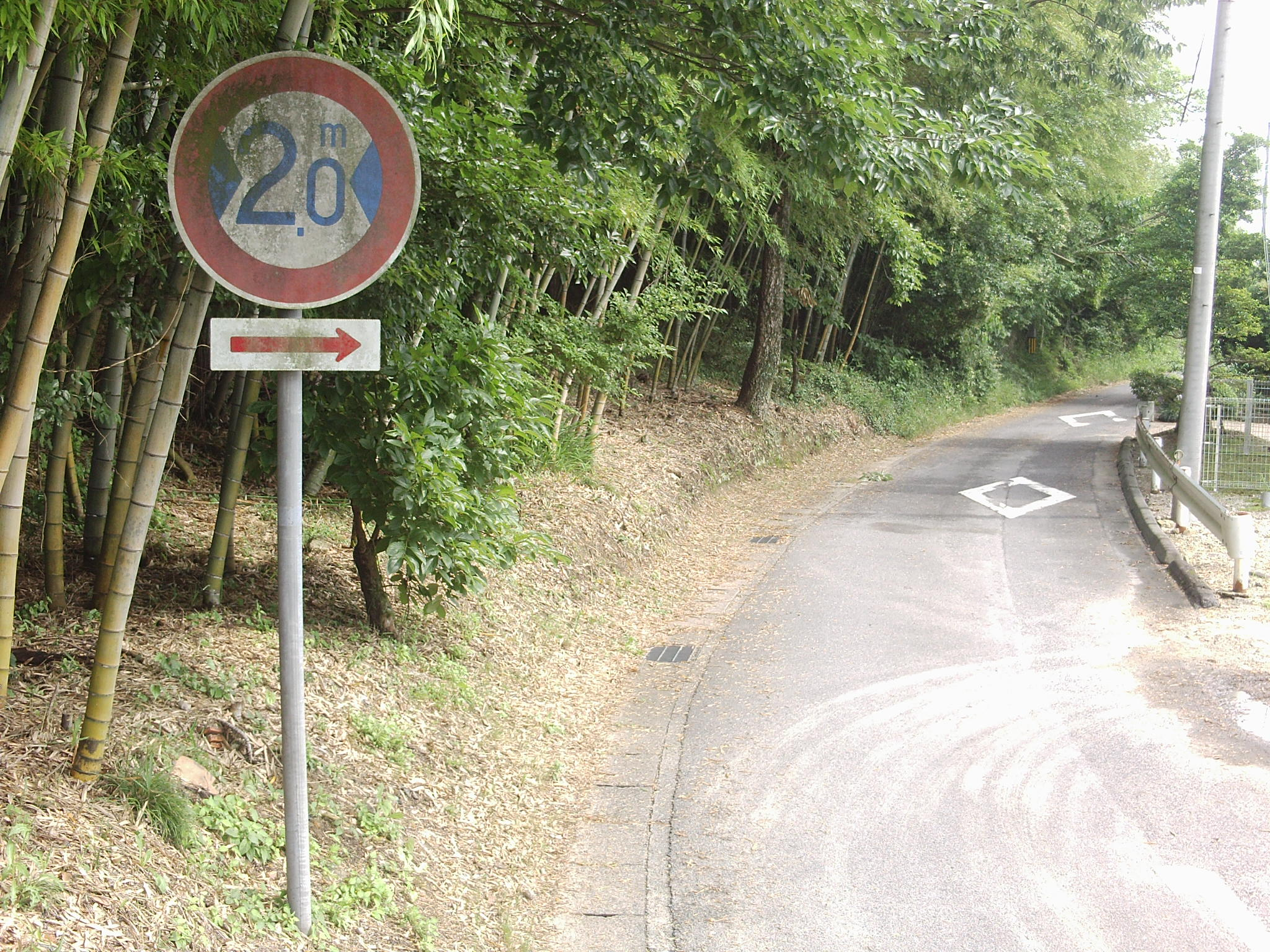
もと県道の起点であった場所。ここから最大幅2.0メートル規制。乗用車1台分の道幅で通行が容易ではなく、現在は南側の西中山稲場南交差点と接続する2車線道路へ県道が付け替えられている。

## 概要

### 路線データ
愛知県法規集に基づく起終点および経過地は次のとおり。
- 起点：豊田市西中山町（＝国道419号交点）
- 終点：越戸停車場
- 重要な経過地：なし

## 歴史
- 1959年（昭和34年）12月15日
愛知県が県道西中山越戸停車場線として認定[1]。

## 地理

### 通過する自治体
- 愛知県
豊田市

### 交差する道路
- 国道419号（「西中山稲場南」交差点）
- 愛知県道58号名古屋豊田線（飯田街道）（「青木町3」交差点）

### 沿線
- 藤岡カントリークラブ
- 豊田市運動公園
- 豊田市立猿投台中学校
- 豊田市立青木小学校
- 豊田花本工業団地
- 名鉄三河線越戸駅